# Oskars Cibuļskis
Oskars Cibuļskis (Riga, 9 aprile 1988) è un hockeista su ghiaccio lettone.

## Carriera
La sua carriera è iniziata nella stagione 2004/05 con l'SK Riga 18. Nella stagione seguente ha giocato con l'HK Riga 2000, prima di far ritorno all'SK Riga 20 per il 2006/07.
Nella stagione 2008/09 ha giocato con il club austriaco dell'EC Red Bull Salzburg. Nel 2009/10 è approdato in KHL con la Dinamo Riga, club in cui milita tuttora.
Con la nazionale lettone ha preso parte a quattro edizioni dei campionati mondiali (2011, 2012, 2015 e 2016).